# Torre a la carretera de Granera, 119 (Castellterçol)
Torre a la carretera de Granera, 119 és una obra noucentista de Castellterçol (Moianès) inclosa a l'Inventari del Patrimoni Arquitectònic de Catalunya.

## Descripció
Edifici aïllat de tipologia ciutat-jardí, amb la façana lateral en línia a la carretera de Granera. Consta de planta baixa, pis i golfes i la coberta és a dues vessants. Les façanes estan rematades per un potent ràfec.
A la façana principal hi ha un porxo sostingut per unes columnes de pedra de tall neoclàssic i que a sobre té una gran balconada.